# Liste der Naturdenkmale im Landkreis Merzig-Wadern
Die Liste der Naturdenkmale im Landkreis Merzig-Wadern nennt die Listen der im Landkreis Merzig-Wadern im Saarland gelegenen Naturdenkmale.
| Ort            | Liste                                     |
| -------------- | ----------------------------------------- |
| Beckingen      | Liste der Naturdenkmale in Beckingen      |
| Losheim am See | Liste der Naturdenkmale in Losheim am See |
| Merzig         | Liste der Naturdenkmale in Merzig         |
| Mettlach       | Liste der Naturdenkmale in Mettlach       |
| Perl (Mosel)   | Liste der Naturdenkmale in Perl (Mosel)   |
| Wadern         | Liste der Naturdenkmale in Wadern         |
| Weiskirchen    | Liste der Naturdenkmale in Weiskirchen    |